# ونوم (فیلم ۲۰۱۸)
ونوم (انگلیسی: Venom) یک فیلم ابرقهرمانی آمریکایی بر پایهٔ شخصیتی به همین نام از مارول کامیکس است که در سال ۲۰۱۸ منتشر شد. تولید این فیلم بر عهدهٔ کلمبیا پیکچرز با مشارکت مارول و تنسنت پیکچرز بوده است. این نخستین فیلم در دنیای مرد عنکبوتی سونی به‌شمار می‌رود. ونوم به کارگردانی روبن فلیشر از فیلم‌نامهٔ نوشتهٔ جف پینکنر، اسکات روزنبرگ و کلی مارسل ساخته شده است و در آن تام هاردی در نقش ادی براک / ونوم در کنار میشل ویلیامز، ریز احمد، اسکات هیز و رید اسکات ایفای نقش می‌کنند. در ونوم، براک روزنامه‌نگار پس از پیوند با یک نژاد بیگانه سیمبیوت که قصد حمله به سیاره زمین را دارند، از قدرت‌های ابرانسانی برخوردار می‌شود.
پس از حضور ونوم در مرد عنکبوتی ۳ (۲۰۰۷)، سونی قصد داشت تا فیلمی اسپین-آف بر پایهٔ این شخصیت بسازد. کار ساخت فیلم در مارس ۲۰۱۶ روی نسخهٔ جدیدی آغاز شد که دنیای مشترک جدیدی را با حضور شخصیت‌های مارول که این استودیو از حقوق فیلم برخوردار است، آغاز می‌کند. سونی همچنین برای ونوم در نظر داشت تا مرد عنکبوتی: بازگشت به خانه (۲۰۱۷) از دنیای سینمایی مارول را با یک دیگر مشترک کنند اما در نهایت میان این فیلم با مرد عنکبوتی فاصله افتاد. در مارس ۲۰۱۷، روزنبرگ و پینکنر قرار بود فیلم‌نامه را بنویسند و در ماه مه نیز فلیشر به عنوان کارگردان و هاردی به عنوان بازیگر به این پروژه پیوستند. فیلم‌برداری از همان اکتبر تا ژانویه ۲۰۱۸ در آتلانتا، شهر نیویورک و سان فرانسیسکو انجام شد. این فیلم در درجه اول با الهام از مینی‌سریال کمیک بوک ونوم: محافظ کشنده (۱۹۹۳) و قوس داستانی «سیارهٔ سیمبیوت‌ها» (۱۹۹۵) ساخته شد.
نخستین نمایش ونوم در ۱ اکتبر ۲۰۱۸ و در تئاتر ریجنسی ویلیج بود و سپس در ۵ اکتبر ۲۰۱۸ در ایالات متحده اکران شد. این فیلم به دلیل سبک روایی، لحن ناهماهنگ و عدم ارتباط با مرد عنکبوتی نقدهای عموماً منفی را از سوی منتقدان دریافت کرد. عملکرد هاردی در این فیلم مورد تحسین قرار گرفت. این فیلم با موفقیت در گیشه مواجه شد و با فروش بیش از ۸۵۶ میلیون دلار در جهان، به هفتمین فیلم پرفروش ۲۰۱۸ تبدیل شد و چندین رکورد در گیشه برای انتشار در اکتبر شکست. دنباله‌هایی از این فیلم با عنوان ونوم: بگذارید کارنیج بیاید در اکتبر ۲۰۲۱ و ونوم: آخرین رقص در اکتبر ۲۰۲۴ منتشر شدند.

## داستان
در جستجوی سیارات قابل سکونت، یک کاوشگر متعلق به شرکت زیست‌مهندسی Life Foundation، دنباله‌داری را کشف می‌کند که سراسر آن پوشیده از موجودات همزیست است. کاوشگر چهار نمونه از این موجودات را به زمین بازمی‌گرداند، اما یکی از آن‌ها فرار کرده و باعث سقوط سفینه‌ای در مری می‌شود. سه نمونه دیگر توسط Life Foundation بازیابی و به مرکز تحقیقاتی آن‌ها در سان‌فرانسیسکو منتقل می‌شوند. در آنجا مشخص می‌شود که این موجودات بدون میزبان‌های تنفس‌کننده اکسیژن نمی‌توانند زنده بمانند و اغلب میزبانان به دلیل ناسازگاری از بین می‌روند.
ادی بروک، خبرنگار تحقیقی، با خواندن اسناد محرمانه‌ای که نامزدش آن وایینگ، وکیل پرونده‌ی حقوقی Life Foundation، در اختیار دارد، از آزمایشات انسانی این شرکت مطلع می‌شود. ادی با مدیرعامل Life Foundation، کارلتون دریک، روبرو می‌شود و در نتیجه هردو – ادی و آن – شغل خود را از دست می‌دهند و رابطه و نامزدی آن‌ها پایان می‌یابد.
شش ماه بعد، آزمایش‌های دریک به موفقیت نزدیک می‌شود، هرچند یک نمونه سیمبیوت به دلیل بی‌احتیاطی می‌میرد. دورا اسکیرث، یکی از دانشمندان ناراضی Life Foundation، به ادی نزدیک می‌شود تا شیوه‌های دریک را افشا کند و به او کمک می‌کند تا وارد مرکز تحقیقاتی شود. ادی درمی‌یابد که زن بی‌خانمانی به نام ماریا یکی از نمونه‌های آزمایشی است. هنگام تلاش برای نجات ماریا، سیمبیوت او ناخواسته به بدن ادی منتقل شده و ماریا جان خود را از دست می‌دهد. ادی فرار می‌کند و علائم عجیبی در او ظاهر می‌شود. او از آن کمک می‌خواهد و دکتر دن لوئیس، دوست جدید آن، با معاینه ادی وجود سیمبیوت را تشخیص می‌دهد. دریک، پس از رو کردن اسکیرث به سیمبیوت باقی‌مانده، باعث مرگ هر دو می‌شود و سیمبیوت داخل ادی تنها نمونه زنده باقی می‌ماند.
دریک مزدورانی را برای بازپس‌گیری سیمبیوت از ادی می‌فرستد، اما سیمبیوت به شکل موجودی هیولایی اطراف ادی ظاهر شده و مهاجمان را شکست می‌دهد. سپس خود را ونوم معرفی می‌کند و توضیح می‌دهد که دنباله‌دار به دنبال جهان‌هایی است که سیمبیوت‌ها بتوانند میزبانان را تسخیر و مصرف کنند. ونوم به ادی پیشنهاد می‌دهد در ازای کمک به آن‌ها، جانش را نجات دهد و ادی از قدرت‌های فراانسانی خود بهره می‌برد.
ادی برای تحویل مدارک جرم دریک به محل کار سابقش می‌رود، اما توسط نیروهای SWAT محاصره می‌شود. آن متوجه تغییر شکل ادی می‌شود و او را به دفتر دن می‌برد. آن‌ها به ادی می‌گویند سیمبیوت به اندام‌های داخلی او آسیب می‌رساند، اما ونوم به ادی اطلاع می‌دهد این آسیب قابل بازگشت است و به او ضعف‌هایش مثل صداهای بلند و آتش را یادآوری می‌کند. آن با استفاده از دستگاه MRI ونوم را از بدن ادی جدا می‌کند اما دریک و افرادش ادی را دستگیر می‌کنند.
همزمان، چهارمین سیمبیوت به نام رایت از مالزی به سان‌فرانسیسکو می‌آید و به دریک متصل می‌شود. دریک تصمیم می‌گیرد رایت را با یک کاوشگر فضایی Life Foundation برای جمع‌آوری سیمبیوت‌های دیگر به زمین بازگرداند. آن به ناچار ونوم را دوباره به ادی می‌چسباند تا بتوانند او را آزاد کنند. ونوم وعده می‌دهد که به دلیل ارتباط با ادی، حالا آماده حفاظت از زمین در برابر سیمبیوت‌های هم‌نوع خود است. آن‌ها با همکاری آن تلاش می‌کنند دریک و رایت را متوقف کنند. در نهایت، ونوم کاوشگر را هنگام پرواز تخریب می‌کند که باعث انفجار و مرگ رایت و دریک می‌شود.
پس از این ماجرا، ادی به خبرنگاری بازمی‌گردد و آن تصور می‌کند ادی دیگر با ونوم ارتباط ندارد و ونوم نیز در انفجار مرده است، اما آن‌ها همچنان به صورت مخفیانه پیوند خورده‌اند و به محافظت از سان‌فرانسیسکو و شکار مجرمان ادامه می‌دهند.
در صحنه میان تیتراژ، ادی برای مصاحبه با قاتل سریالی زندانی کلتوس کاسیدی دعوت می‌شود، که وعده «ویرانی» پس از فرار خود می‌دهد.

## بازیگران
- تام هاردی در نقش ادی براک / ونوم
- میشل ویلیامز در نقش ان ویینگ
- ریز احمد در نقش کارلتون دریک / رایوت
- اسکات هیز در نقش رولان تریس
- رید اسکات در نقش دکتر دن لوئیز
- جنی سلیت در نقش دورا اسکرث

## داستان
فیلم با سقوط سفینه فضایی شرکت بنیاد حیات به مدیریت کارلتون دریک (ریز احمد) آغاز می‌شود. سفینه که حامل موجوداتی بیگانه به عنوان سیمبیوت می‌باشد در منطقه ای از شرق آسیا سقوط می‌کند سپس نیروهای دولتی دو سیمبیوت را سالم بیرون می‌آورند که یکی از آن‌ها ونوم نام دارد.